# Тракуньяэн
Тракуньяэн (порт. Tracunhaém) — муниципалитет в Бразилии, входит в штат Пернамбуку. Составная часть мезорегиона Мата-Пернамбукана. Входит в экономико-статистический микрорегион Мата-Сетентриунал-Пернамбукана.

## Климат
Жаркий тропический и влажный.